# Arlanza (vi)
Arlanza és una denominació d'origen dels vins produïts a les valls mitjanes i baixes del riu Arlanza, el qual discorre per les províncies de Burgos i Palència.

## Història[1]
La tradició vitivinícola es remunta al segle x, de la qual es tenen referències de vinyes a mans de monestirs. El segle xii el monestir de Santa María de Bujedo de Juarros va adquirir vinyes de la Ribera de l'Arlanza i del Duero per al seu abast, completant-les amb vinyes de la localitat de Quintanilla del Agua. Segons un frare les poblacions de l'entorn van destinar part dels seus pagaments a les vinyes, mentrestant el senyor comtal gaudia les vinyes i l'abadessa a cada veí del seu feu li demanava un poal de vi. Al començament del segle XX els conreus van patir la fil·loxera fins que es va aconseguir reposar-los del tot el 1920. A mitjans d'aquest segle es va produir un èxode d'aquestes terres rurals a zones industrialitzades, la qual cosa va fer minvar el nombre de viticultors i una pèrdua de competència respecte de les zones on la indústria hi emergia. A més a més, les parcel·les eren molt petites i això impossibilitava l'ús de maquinària i d'altres varietats, la qual cosa va produir l'abandó progressiu al conreu del cereal. El 1995 s'hi van prendre decisions per recuperar la tradició vitivinícola a la zona, i va tindre com a recompensa la consideració de vi de la terra. Des d'ençà es va treballar per controlar les produccions i al mateix temps donar a conèixer els productes elaborats, obtenint la denominació d'origen el 2007.

## Varietats de raïm
Varietats blanques: Albillo, Macabeu.
Varietats negres: Ull de Llebre, Garnatxa, Mencía, Cabernet Sauvignon, Merlot, Petit Verdot.